# 高温多孢菌属
高温多孢菌属为链孢囊菌科的一属细菌。此属的模式种为波曲多热孢菌(Thermopolyspora flexuosa)。

## 下属物种
- 波曲多热孢菌 Thermopolyspora flexuosa (Meyer 1989) Goodfellow et al. 2005